# アンサンブルスタジオ
- マイクロソフト > アンサンブルスタジオ
- Xbox > Xbox Game Studios > Ensemble Studios

アンサンブルスタジオ（Ensemble Studios）はアメリカ合衆国テキサス州ダラスに本社があったマイクロソフト傘下のゲーム開発会社。エイジ オブ エンパイア シリーズなどを手がけ、2009年に閉鎖した。

## 概要
アンサンブルスタジオは1995年、トニー・グッドマンとその兄弟のリック・グッドマン、ブルース・シェリー、ブライアン・サリバンによってダラスで設立された。設立から二年後、最初の製品であるエイジ オブ エンパイアをリリースした。2001年5月、マイクロソフトによって買収された。
アンサンブルスタジオは2009年1月に閉鎖したが、トニー・グッドマンはすぐにロボット・エンターテイメントを設立し、多くのスタッフを引き継いでHalo Warsのサポートも行った。
アンサンブルスタジオは製品のテスト方法が有名である。会社に属すすべての人間は現在開発中の製品を少なくとも週に一度プレイすることが要求されている。

## 製品
アンサンブルスタジオは著名なエイジ オブ エンパイア シリーズの開発者である。
エイジ オブ エンパイアIIのジーニーエンジンはスター・ウォーズ ギャラクティック・バトルグラウンドの開発にも使われた。
2005年10月18日、北アメリカでエイジ オブ エンパイアIIIをリリースした。このゲームは2006年2月1日までに300万本以上を売り上げ、シリーズ中で最も速く売れたゲームとなった。このゲームの拡張パックはエイジ オブ エンパイアIII:ザ ウォーチーフと題され、新しいコンテンツ、ゲームプレイ要素、シングルプレイキャンペーンが含められており、新たに3つの原住民文明が登場する。欧米では2006年10月17日に発売された。
アンサンブルスタジオはまた、Bungie Studiosとの提携でHalo Warsを開発している。これはHaloの世界を舞台としたXbox 360用のRTSゲームである。

### 製品一覧
- エイジ オブ エンパイア シリーズ
  - エイジ オブ エンパイア (Age of Empires)
    - 拡張版：エイジ オブ エンパイア: ライズ オブ ローマ (Age of Empires: The Rise of Rome)

  - エイジ オブ エンパイアII: エイジ オブ キングス (Age of Empires II: The Age of Kings)
    - 拡張版：エイジ オブ エンパイアII: 覇者たちの光陰 (Age of Empires II: The Conquerors)

  - エイジ オブ ミソロジー (Age of Mythology)
    - 拡張版：エイジ オブ ミソロジー: アトランティスの巨神たち (Age of Mythology: The Titans)

  - エイジ オブ エンパイアIII (Age of Empires III)
    - 拡張版：エイジ オブ エンパイアIII: ザ ウォーチーフ (Age of Empires III: The Warchiefs)
- Halo Wars